# Penn Orji
Penn Ikechukwu Orji (Lagos, 4 aprile 1991) è un ex calciatore nigeriano, di ruolo centrocampista.

## Carriera
Ha collezionato quasi 100 presenze nella I-League e nella Indian Super League con varie squadre, oltre a 17 presenze nella Coppa dell'AFC.

## Palmarès

### Club

#### Competizioni nazionali
- Coppa della Federazione indiana: 2

East Bengal: 2010, 2012